# Vojsko (gmina Kozje)
Vojsko – wieś w Słowenii, w gminie Kozje. W 2018 roku liczyła 82 mieszkańców.